# گراول
گراول (به آلمانی: Grauel) یک شهر در آلمان است که در Mittelholstein واقع شده‌است.
 گراول  ۲۵۶ نفر جمعیت دارد.